# Wario: Master of Disguise
Wario: Master of Disguise — видеоигра в жанре платформера, разработанная Suzak и изданная Nintendo для игровой системы Nintendo DS в 2007 году. Игра повествует о Варио, охотнике за сокровищами, который должен находить спрятанные сокровища, менять формы и сражаться с врагами.

## Сюжет
Варио смотрит по телевидению новость о чесночном обжорстве. А ему это надоело, он думает, что эта новость только о чесноке и ни о чем большем и нет сведений о сокровищах. Позже он переключает на сериал о воре с названием «Серебряный зефир». Позже протагонист делает шлем и попадает в телевизор. В первом эпизоде Варио ворует палочку антагониста и становится вором. Позже в одном из сундуков находит космический наряд. Граф Канноли догоняет его, но позже создаёт его первое изобретение и схватка начинается. Во втором эпизоде Варио находит костюмы художника, а также ученого, но в конце он находит первый фрагмент камня желания. В начале 3 эпизода Варио думает, что все музеи неинтересны, но позже находит в сундуке костюм пирата. В конце 3 эпизоде присутствуют вопросы Сфинкса. Позже в некоторых ледяных пещерах он встречает третьего вора по имени Карпаччо, который также ищет Камень желаний.
Прежде чем войти в вулкан, Варио встречает девушку по имени Тиарамису, которая на самом деле является демоном по имени Террормису, запечатанным внутри Камня желаний, но поначалу она действует как союзник, даже помогая Варио победить босса. В последнем эпизоде Варио узнает о ее настоящей природе и побеждает ее с помощью Канноли и Карпаччо. Наконец Варио узнает, что Гудстайл на самом деле первый из всех графов Канноли. Гудстайл исполняет желание Варио получить все сокровища клана Канноли. Но когда он покидает шоу, Варио не находит денег и сокровищ, потому что Телмет только телепортировал его. Затем Варио решает снова войти в телевизор, чтобы вернуть их. Что происходит потом, никогда не раскрывается.

## Игровой процесс
В этой игре Варио находит все семь нарядов в сундуках, которые можно меня при помощи Стилуса. В разных головоломках на всех эпизодах спрятано большинство сокровищ.

## Критика
| Сводный рейтинг       | Сводный рейтинг |
| Агрегатор             | Оценка          |
| --------------------- | --------------- |
| GameRankings          | 62,41 %         |
| Metacritic            | 60/100          |
| Иноязычные издания    |                 |
| Издание               | Оценка          |
| 1UP.com               | 4/10            |
| Edge                  | 4/10            |
| Eurogamer             | 4/10            |
| Game Informer         | 7,25/10         |
| GameSpot              | 6,1/10          |
| GameTrailers          | 6/10            |
| IGN                   | 6/10            |
| Nintendo Life         | 3/10            |
| Nintendo World Report | 5/10            |
| ONM                   | 68 %            |

Игра получила неоднозначные отзывы критиков. Рецензент GameSpot высказал мнение, что, хотя это и сносная головоломка, ей не хватает доработки, а сенсорные экраны не очень нужны, и поэтому поставил ей оценку 6.1. По словам Крейга Харриса из IGN, игра имеет «неприятно странный» сюжет и больше похожа на стороннюю игру, чем на собственную.